# روبرت غاسبار
روبرت غاسبار (بالإنجليزية: Robert Gaspar)‏ (7 فبراير 1981 ببرث في أستراليا - ) هو لاعب كرة قدم أسترالي في مركز الوسط. لعب مع برسيب باندونغ ونادي سيدني أوليمبيك وهايدوك سبليت وPersiba Balikpapan ‏ ونادي صباح وPersema Malang ‏ وQAF FC ‏ ونادي برث وCockburn City SC ‏ وInglewood United FC ‏ وبيرسيتا تانغيرانغ.

## وصلات خارجية
- روبرت غاسبار على موقع قاعدة بيانات كرة القدم.إي يو (الإنجليزية)
- روبرت غاسبار على موقع Soccerway.com (الإنجليزية)
- روبرت غاسبار على موقع عالم كرة القدم.نت (الإنجليزية)